# 格魯吉亞裔伊朗人

费雷顿沙赫尔语言学院格鲁吉亚班的格鲁吉亚学生

格魯吉亞人，是伊朗其中一個民族，在十六至十九世纪格魯吉亞是薩非王朝一部分。
在阿拔斯一世，為了制衡奇茲爾巴什，開始徵召高加索裔基督徒組織軍隊，格魯吉亞人也是其中之一。
在十九世纪俄國入侵伊朗後，很多格魯吉亞人移民伊朗，伊斯法罕的菲里敦希爾、呼羅珊的戈爾甘也是他們聚居地。
他們很多人和伊朗人一樣説波斯語和信仰什葉派十二伊瑪目派伊斯蘭教。